# Drumul iertarii
Drumul iertarii è un film del 1927 diretto da Ion Niculescu-Bruna e Gabriel Rosca.
Conosciuto anche con il titolo Francese: Calvaire

## Trama
In una famiglia di pescatori francesi, una donna cade in preda al vizio dell'ubriachezza e l'uomo la uccide. Quest'ultimo se ne va in Romania, lasciando la casa e figli. In Romania, viene aiutato da un filantropo, che a sua volta, lo salva dalla morte. L'uomo, ritorna in Francia, trova i suoi nipotini e cerca di aiutare suo figlio che si trova in una brutta situazione. Si salva a Lourdes, in Francia.